# Basilique Saint-Jean-Baptiste de Saint-Jean
Pour les articles homonymes, voir Basilique Saint-Jean Baptiste et Cathédrale Saint-Jean-Baptiste.
La basilique Saint-Jean-Baptiste (en anglais : Basilica of St. John the Baptist), ou basilique-cathédrale Saint-Jean-Baptiste de Saint-Jean ou encore basilique-cathédrale de Saint-Jean, est un édifice religieux canadien situé à Saint-Jean de Terre-Neuve.
Elle est le siège de l'archidiocèse de Saint-Jean.
Symbole de l'influence de l'Église catholique à Terre-Neuve, elle est classée comme Lieu historique national depuis 1983.  Une arche située devant l'église fait également l'objet d'un classement.

## Histoire
En 2022, l'archidiocèse met en vente des bâtiments dans 34 paroisses, y compris la Basilique St. John the Baptist, dans l'intention de dédommager les victimes de l'orphelinat du Mount Cashel 

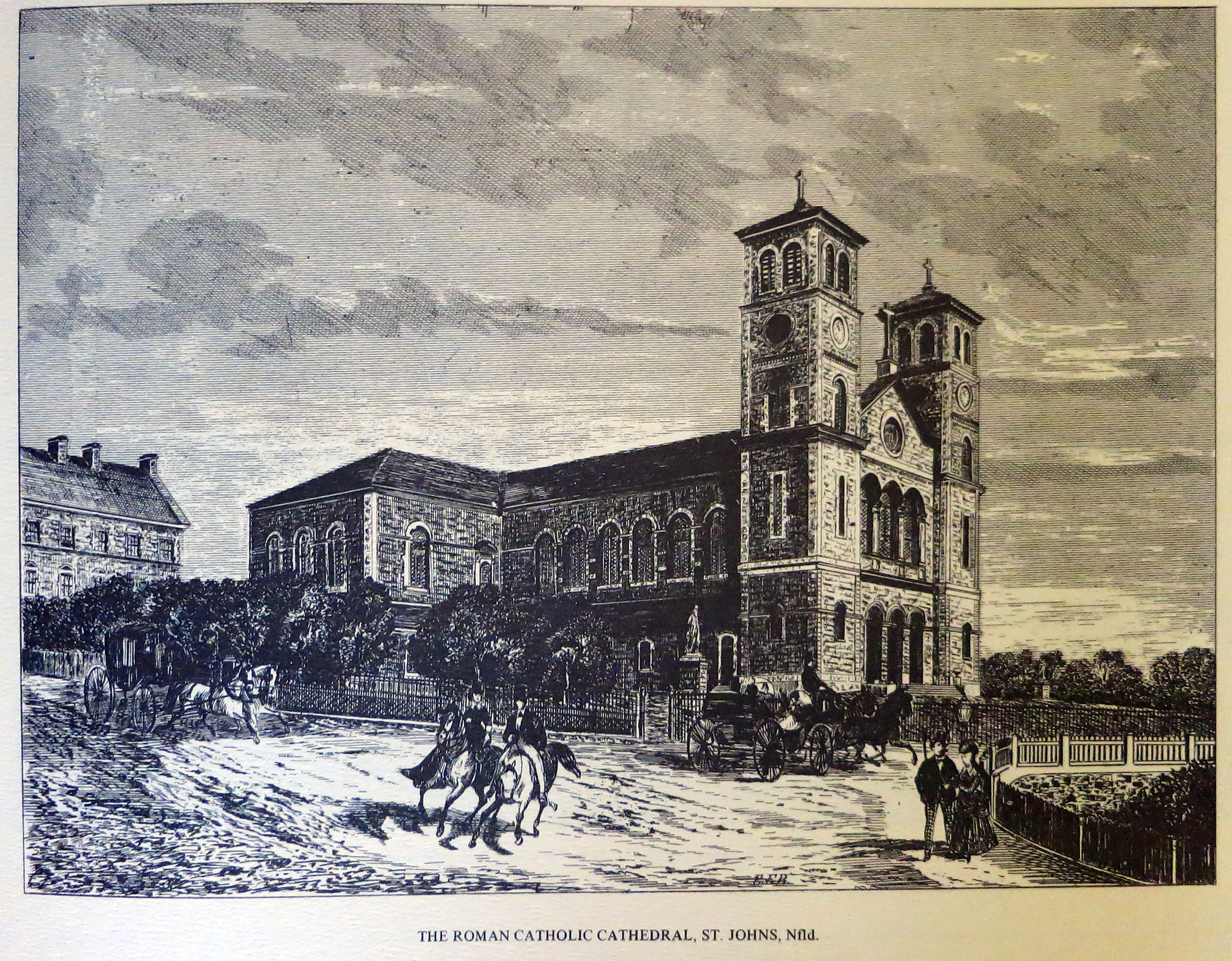
Dessin de la cathédrale en 1871.

## Galerie

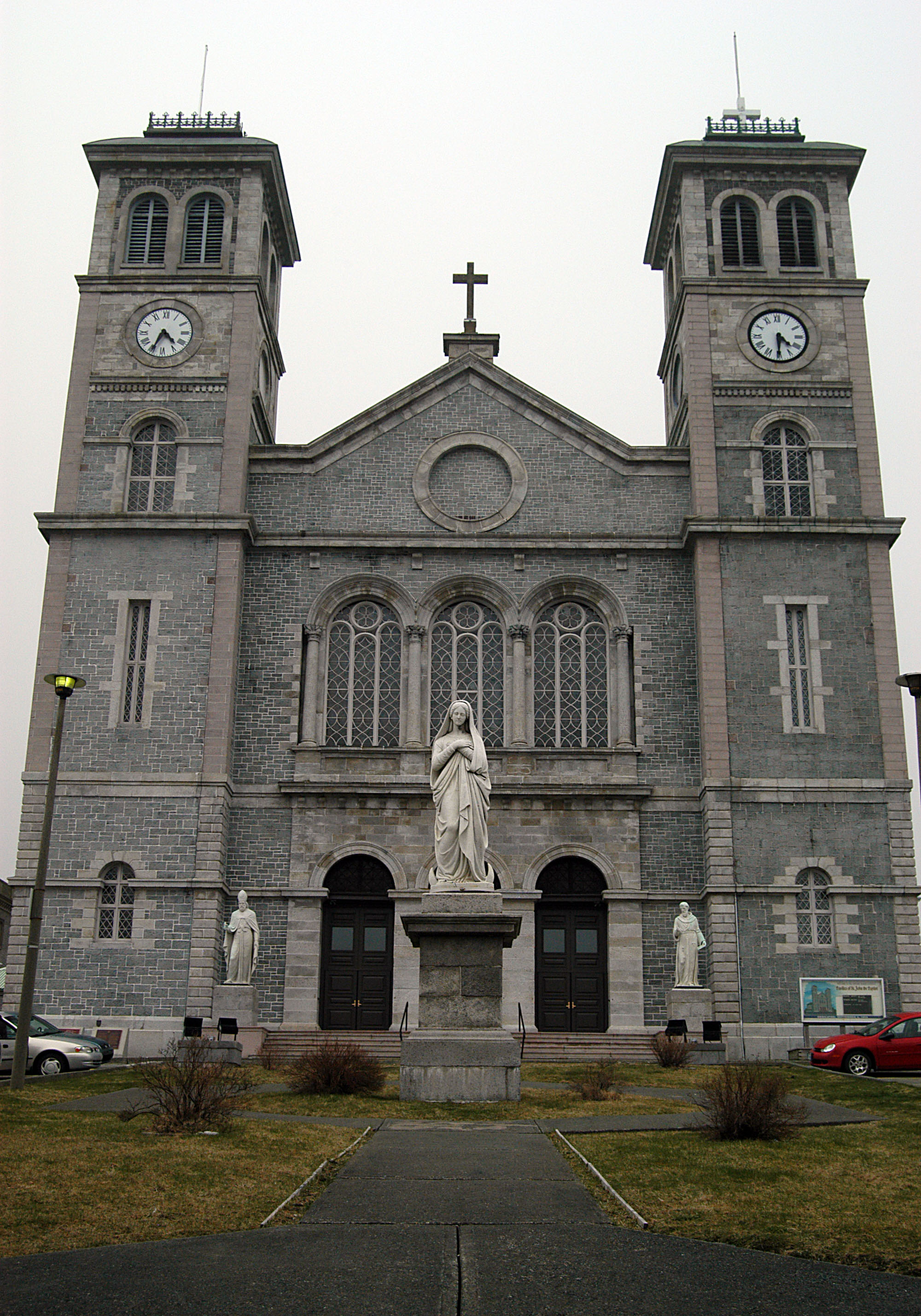
Façade.
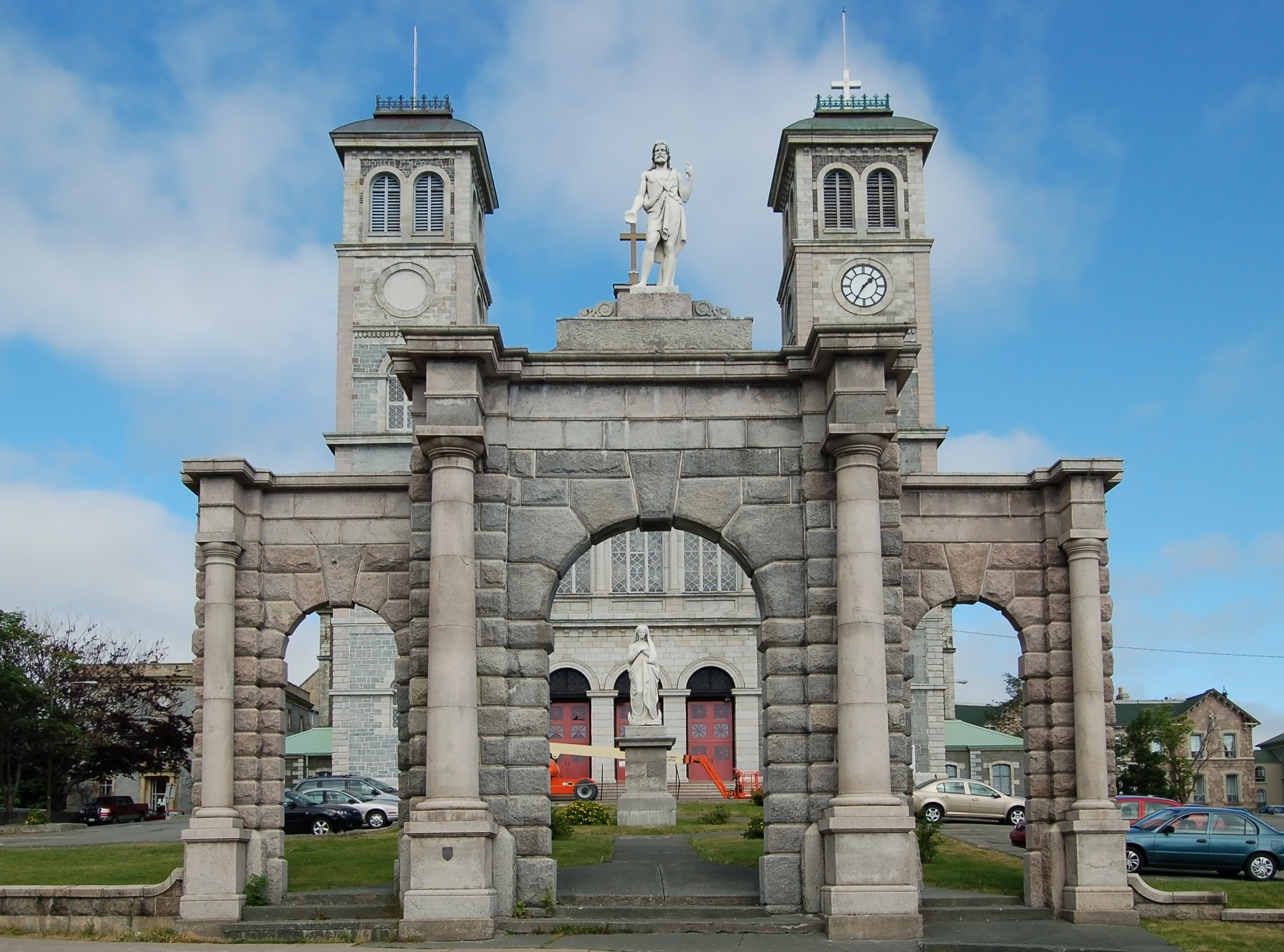
Arche et portail.
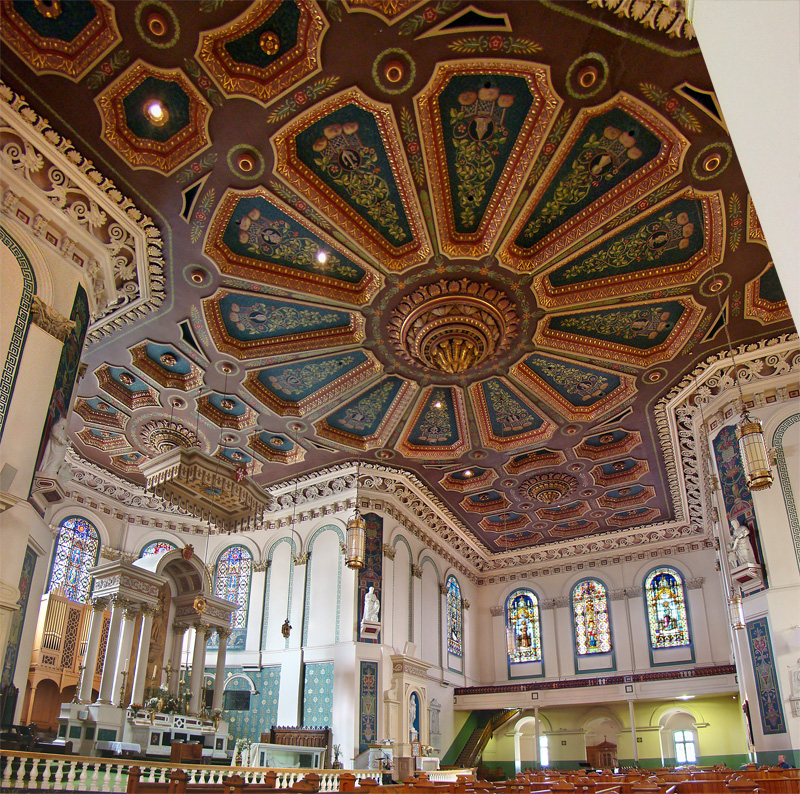
Intérieur.
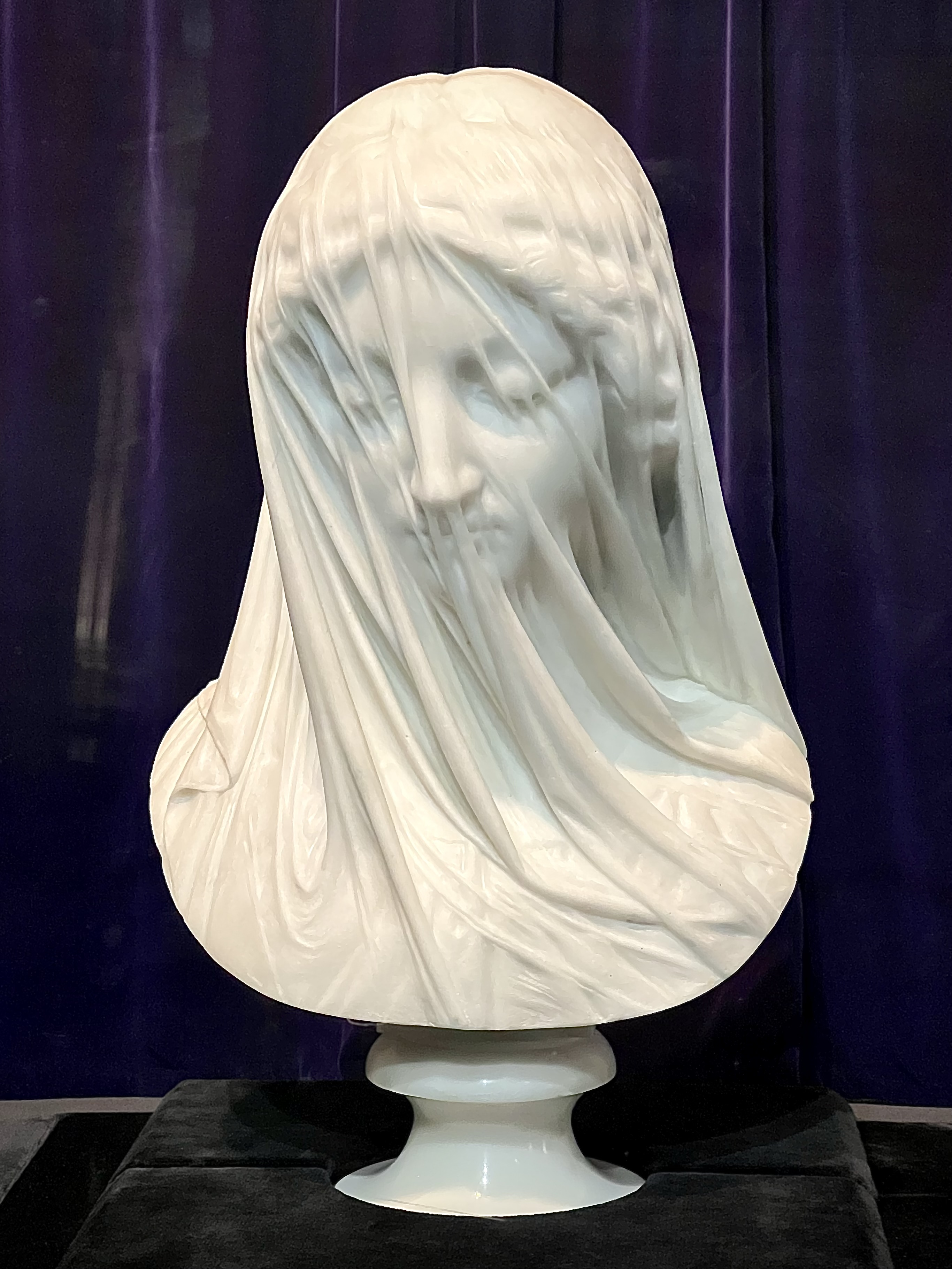
La Vierge voilée de Giovanni Strazza.

### Article lié
- Liste des lieux historiques nationaux du Canada à Terre-Neuve-et-Labrador